# 東加勒比最高法院
東加勒比最高法院（英語：Eastern Caribbean Supreme Court；縮寫）是東加勒比國家組織（OECS）的最高存卷法院。東加勒比最高法院轄區成員包括六個獨立國家：安地卡及巴布達、多米尼克、格瑞納達、聖克里斯多福及尼維斯、聖露西亞、聖文森特和格林納丁斯以及三個英國海外領土（安圭拉、英屬維爾京群島及蒙特塞拉特）。東加勒比最高法院在每個成員國中的管轄權不受限制。

## 外部連結
- Eastern Caribbean Supreme Court website （页面存档备份，存于）

Supreme Court of
template:Organisation of Eastern Caribbean States (OECS)